# Henry Kahane
Henry Kahane (* 2. November 1902 in Schöneberg bei Berlin als Heinrich Ornstein; † 11. September 1992 in Urbana (Illinois)) war ein österreichischer Romanist und Sprachwissenschaftler mit US-amerikanischer Staatsbürgerschaft.

## Leben
Heinrich Kahane war der älteste Sohn des Dramaturgen Arthur Kahane und seiner späteren Ehefrau Paula Ornstein. Er studierte Romanistik in Berlin, Rom, Paris und Greifswald. 1930 promovierte er in Berlin bei Ernst Gamillscheg über Die Bezeichnung der Kinnbacke im Galloromanischen (Jena/Leipzig 1932). 1931 heiratete er Renée Toole, die als Renée Kahane 1934 ebenfalls bei Gamillscheg promovierte und von da an zahlreiche Forschungsergebnisse zusammen mit ihrem Mann publizierte. 1932 wurde Kahane Wissenschaftlicher Assistent seines Lehrers, war aber wegen seiner jüdischen Abstammung ab 1933 von einer wissenschaftlichen Karriere in Deutschland ausgeschlossen und ging nach Florenz.
Von 1934 an war Kahane Studienleiter am Landschulheim Florenz und Stellvertreter der beiden Institutsleiter Werner Peiser und Robert Kempner, wo auch seine Frau Renée unterrichtete. Nach der Schließung der Schule, 1938, lebte das Paar zunächst in Lixouri auf Kefalonia in Griechenland, der Heimat Renées, um dann 1939 in die USA zu emigrieren, wo Henry Kahane (nach Anfängen in Los Angeles) von 1941 bis zu seiner Emeritierung 1971 Professor (für Italienisch und Spanisch, ab 1963 für Linguistik)  an der University of Illinois at Urbana-Champaign (später auch am Center for Advanced Studies) war. Kahane war Mitherausgeber der Zeitschrift Romance Philology und 1984 Präsident der Linguistic Society of America. Beide Kahanes erhielten 1977 die Ehrendoktorwürde der University of Illinois und 1988 die der FU Berlin. 1989 wurde Henry Kahane in die American Academy of Arts and Sciences gewählt.

## Schriften

### Mit Renée Kahane
- Italienische Ortsnamen in Griechenland. Athen 1940.
- mit Ralph L. Ward: Spoken Greek. 2 Bände. New York 1945/1946, 1972.
- mit Andreas Tietze: The Lingua Franca in the Levant. Turkish Nautical Terms of Italian and Greek Origin. Urbana 1958.
- mit Sol Saporta: The Development of the Verbal categories in Child Language. Bloomington, Ind. 1958.
- mit Angelina Pietrangeli: The Krater and the Grail. Hermetic Sources of the „Parcival“ (= Illinois Studies in Language and Literature. Band 56). Urbana 1965 (Neuauflage 1984).
- mit Lucille Bremner und Manlio Cortelazzo: Glossario degli antichi portolani italiani. Florenz 1967.
- Abendland und Byzanz: Sprache. In: Reallexikon der Byzantinistik.  Amsterdam 1970–1976.
- Graeca et Romanica: Scripta selecta. 3 Bände. Amsterdam 1979, 1981, 1986.

### (Ohne Nennung von Renée Kahane)
- (Hrsg.) (zusammen mit Angelina Pietrangeli), Descriptive Studies in Spanish Grammar, Urbana 1954
- (Hrsg.) (zusammen mit Angelina Pietrangeli), Structural Studies on Spanish Themes, Salamanca 1959 (auch: Urbana 1959)